# Fonds Welfs
Les fonds guelfes (Welfenfonds en allemand) désignent un ensemble de biens confisqués au royaume de Hanovre. La somme de 16 millions de thalers fut restituée à George V de Hanovre le 29 septembre 1867 après accord avec la Prusse, mais fut de nouveau confisquée le 2 mars 1868 par une commission prussienne afin d'arrêter les manigances guelfes.

## Histoire

### L'origine des fonds guelfes
Lors de la guerre austro-prussienne, en 1866, Georges V de Hanovre mit en lieu sûr en Angleterre, avec l'assentiment de ses ministres, 19 millions de thalers. Lorsqu'un accord intervint après Langensalza où il capitula, on lui assura expressément la jouissance de sa fortune privée, sans parler de ces 19 millions. Mais la Prusse ne s'en crut pas moins autorisée à mettre ensuite les revenus privés du roi sous séquestre en réclamant la remise des fonds déposés à Londres.
Après l'annexion du royaume de Hanovre, le roi Georges V de Hanovre fuit en exil, d'abord en Autriche puis à Paris. Refusant de se résigner à la perte de son royaume, il fonda un journal antiprussien en France : La Situation. Il essaya également de rassembler une armée composée principalement de soldats hanovriens en fuite, qui, alliée à la France, devait reconquérir le royaume perdu.  
Des négociations furent menées, et la Grande-Bretagne, dont la maison souveraine est parente de la maison de Hanovre, intervint officieusement. Après de longs pourparlers, le roi Georges s'engagea à rendre les 19 millions déposés à Londres, renonçant en même temps à la plupart de ses biens immobiliers, contre 16 millions de thalers. Lorsque le roi eut restitué le dépôt de Londres, le gouvernement prussien déclara qu'il ne pouvait payer les 16 millions aussi longtemps que Georges continuerait à travailler secrètement à sa restauration. On mit une seconde fois les biens sous séquestre. L'héritier Ernest-Auguste, duc de Cumberland et postulant au trône, ne reçut pas non plus lesdites propriétés. La Chambre prussienne sanctionna les deux séquestres et en laissa l'entière disposition au gouvernement pour combattre les menées des ennemis de la Prusse. Dans la discussion, Bismarck déclara qu'il voulait poursuivre ces méchants reptiles jusque dans leurs repaires afin de connaître leurs agissements. Le mot resta, et les biens séquestrés devinrent « le fonds des reptiles. 

### L'utilisation des fonds guelfes pour les familles royales
Les rentes et les intérêts de ces propriétés constituent les fonds guelfes. Ils servirent de véritable caisse noire au gouvernement prussien de l'époque dirigé par Bismarck. À partir de 1879, la veuve du roi Georges V, Marie de Saxe-Altenbourg, reçut une rente annuelle de 240 000 marks financée grâce au fonds. 
Un de ses usages les plus célèbres est la corruption du roi de Bavière Louis II en 1871. Ce dernier étant en manque de fonds pour financer ses projets de construction de châteaux, accepta entre 4 et 5 millions de marks en échange du retrait de ses réserves concernant l'unification allemande. De plus, Bismarck fit signer au roi de Bavière une lettre qu'il avait lui-même rédigée, le fameux Kaiserbrief, dans lequel le monarque bavarois demanda au roi de Prusse d'accepter la couronne impériale allemande.

### L'utilisation des fonds guelfes pour l'île de Norderney
Dans ses mémoires, Bismarck raconte qu'en septembre 1853 il lui a été proposé, via un intermédiaire, de travailler au service du royaume de Hanovre, juste avant qu'il effectue une cure sur l'île de Norderney. Bismarck aurait alors décliné après avoir mis ses conditions, un travail plus étroit du royaume de Hanovre avec la Prusse. En 1869, il écrit au ministre des finances prussien August von der Heydt, pour lui transmettre une lettre de son conseiller von der Lancken, suggérant d'investir une partie du fonds sur le site de Norderney, qui était entretenu avec soin par le royaume de Hanovre. 

### L'utilisation des fonds guelfes pour corrompre les médias
Bismarck profita également grandement des fonds pour corrompre des journalistes. Ils sont alors appelés par les historiens et les contemporains les "Reptilienfonds" (fonds reptiles) à usage de propagande. En privé, Bismarck a souvent accusé ses prédécesseurs, Otto Theodor von Manteuffel et Alexander von Schleinitz d'avoir initié la corruption des médias, ce qui l'a amené à faire de même avec les fonds guelfes. Dans les années 1850, un bureau des nouvelles prussien avait été mis en place par Otto Theodor von Manteuffel, qui a ensuite été répliqué par Otto von Bismarck, inaugurant une ère de liens entre les partis politiques allemands, de droite comme de gauche, avec les médias. C'est cependant sous le pouvoir d'Otto Theodor von Manteuffel que Bismarck a appris les méthodes pour manipuler l'opinion et la presse, par le recours à des fonds publics, à une époque où il n'est encore que le représentant de la Prusse auprès de la confédération des États allemands à Francfort

### La restitution de 1892
En 1884, le duc Guillaume VIII de Brunswick s'éteint. Son héritier n'est autre que son lointain cousin, le prétendant au trône de Hanovre. L'empereur qui, déjà, s'était longtemps opposé au mariage du prétendant avec une princesse de Danemark — sœur de la tsarine et de la princesse de Galles — s'oppose encore à l'avènement des Hanovre au trône de Brunswick et nomme un régent. Cependant, en 1892, l'empereur Guillaume II décida de reverser les intérêts des fonds guelfes à la maison de Hanovre et envisagea une réconciliation entre les deux dynasties. En 1913, la fille du Kaiser épouse l'héritier du trône de Hanovre lequel peut devenir duc de Brunswick. Finalement, le problème causé par les fonds guelfe fut réglé en 1933, après 10 ans de négociation, avec la question de la redistribution des propriétés possédées par les princes allemands dans la république de Weimar. Le tribunal attribue à Ernest-Auguste III de Hanovre un dédommagement de 8 millions de marks, le château de Calenberg (de) et celui de Marienburg proche de Hanovre, ainsi que deux domaines agricoles proche de Salzgitter.